# Theodor Tyron
Theodor Tyron – svatý Theodor (řec.Άγιος Θεοδώρος), také Theodor z Amasey, Theodor Rekrut (řec.Θεοδώρος ό Τήρων) je křesťanský světec a velkomučedník, uctívaný zejména v pravoslavné církvi, ale také v římském katolicismu a starobylých východních církvích.

## Život
Theodor byl voják, který sloužil v římské armádě jako rekrut – římské slovo tyron nebo tiron znamená rekrut, nový voják. Do vojenské služby nastoupil v Marmarite a poté se jeho kohorta přesunula do města Amasya v Pontu na zimoviště.
Křesťanství bylo stále nezákonné a císař Galerius prosadil u spolucísaře Diokleciána další velké pronásledování křesťanů. Theodor však neskrýval svou křesťanskou víru a odmítl obětovat pohanským modlám, k čemuž byli všichni římští vojáci nuceni. Theodorovi dali několik dní na rozmyšlenou, aby změnil svůj názor, během nichž se intenzivně modlil. Poté ho obvinili z vypálení chrámu Kybelé a předvedli před městského správce Publia k soudu. Theodor trval nadále na své víře v Ježíše Krista, načež byl uvězněn a odsouzen k smrti hladem.
Po nějaké době Theodora nalezli stále živým a tak ho správce města opět nutil k modloslužbě. Theodor odmítl a proto ho podrobili mučení: jeho tělo drásali železnými zuby, ale světec i nadále vyznával Krista. Nakonec byl odsouzen k smrti upálením.
Jeho neporušené ostatky později přenesla křesťanka Eusebia do svého domu v Euchaitě, jeho pravděpodobného rodiště. Později byly Theodorovy ostatky převezeny do Konstantinopole a po pádu města jeho hlavu přenesli do italského města Brindisi a potom v Gaetu. V současnosti se jeho ostatky nacházejí v monastýru Novo Hopovo v Srbsku.

## Zázrak svatého Theodora

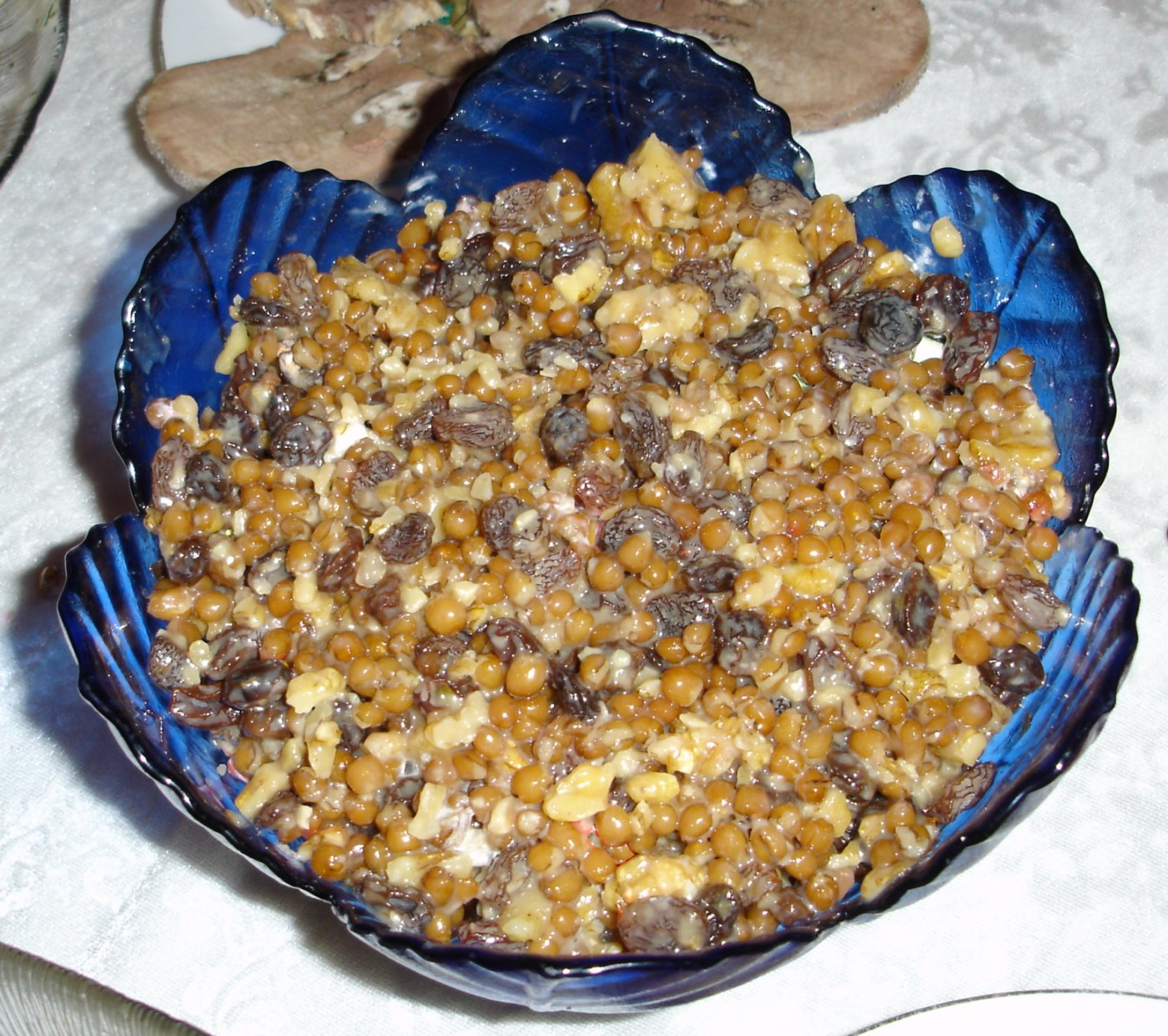
Kolivo (kuťa) z pšenice

Podle posvátné tradice odpadlík císař Julián Apostata během své vlády chtěl uškodit křesťanům, kteří nesmí požívat nic, co bylo obětováno modlám nebo potřísněno krví (Sk 15, 29 (Kral, ČEP), a tak v obzvláště přísném postním období – první týden Velkého půstu zvaný Čistý týden – nechal na městských tržištích poskvrnit modlářskou obětní krví všechny potraviny. Theodor Tyron se ve snu zjevil arcibiskupovi Eudoxiovi, varoval ho před císařovým plánem a přikázal, aby se v tyto dny jedlo kolivo – jídlo z pšenice a medu, které měl každý křesťan doma. A tak se křesťané vyhli velikému poskvrnění.
Na památku té události se v pravoslaví slaví svátek ke cti svatého Theodora také v první sobotu Velkého půstu. V předvečer soboty (v pátek) se po liturgii předem posvěcených darů čte modlitební kánon k velkomučedníku Theodorovi, složený Janem Damašským, žehná se kolivo a rozdává věřícím. Tuto slavnost ke cti Theodora Tyrona popsal již patriarcha Nectarios Konstantinopolský (381-397).

## O světci v bylinách

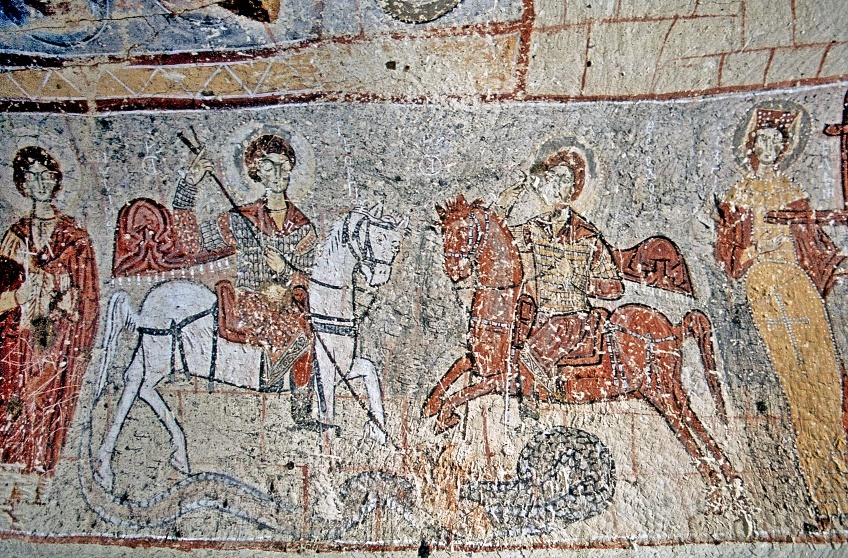
Freska Yılanlı Kilise, na níž svatí Theodor a Jiří zabíjejí draka.

"Příběh o hrdinských činech Feodora Tirinina" je apokryfem o Theodorovi Tyronu, který souvisí s tématem hlavního mýtu: hrdina zde vystupuje jako bojovník s drakem. "Příběh" je typem "mučednictví", nikoli plnohodnotnou životopisnou hagiografií: hrdinské činy svatého Theodora jsou pouze vnějškově spojeny s jeho životem, který jimi začíná. Alexandr Veselovský naznačuje možnou souvislost duchovního verše s bylinou Dobryňa a drak. Tradice pocházející z Kappadokie z 9. nebo 10. století zobrazuje svatého Theodora jako drakobijce spolu se svatými Demetriem a svatým Jiřím.

## Uctívání

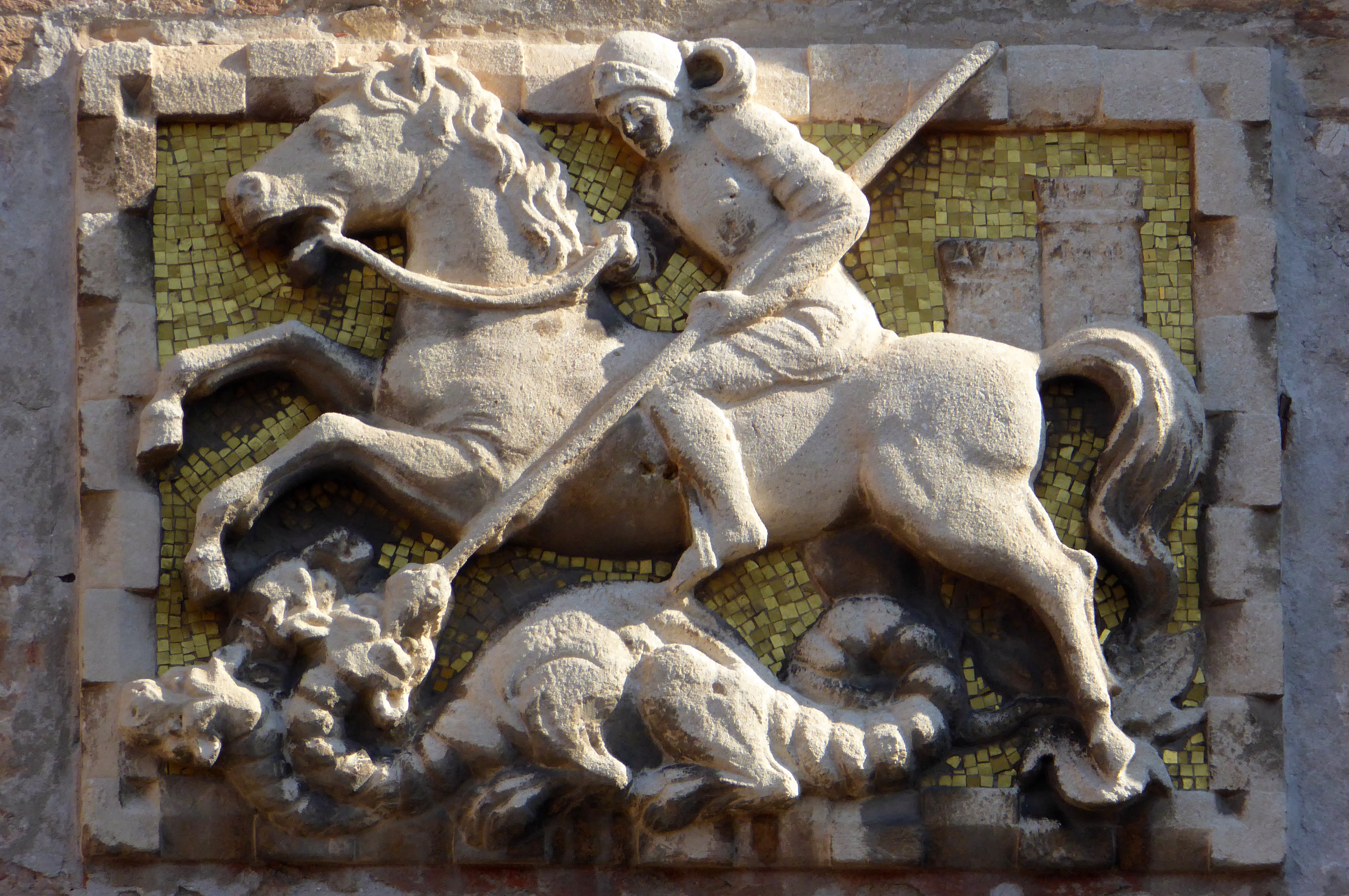
Svatý Theodor – detail na Campiello dell'Anconeta v Benátkách

Svatý Theodor se stal obzvláště důležitým světcem ve východní pravoslavné církvi, kde se jeho kult velmi rozšířil. Řehoř z Nyssy sděluje, jak Theodorův příběh ovlivnil životy svých posluchačů, a výslovně se zmiňuje o tom, že dokázal zasahovat do bitev. Theodor byl proto jedním z významných vojenských světců Byzance a nakonec měl v Konstantinopoli 15 kostelů na svou počest. Byl také hojně uctíván v Malé Asii, Sýrii a Palestině. Jsou mu zasvěceny chrámy v Jeruzalémě a Damašku.
V západní Evropě byl Theodor patronem Benátek a dóžecí kaple mu byla zasvěcena až do roku 828, kdy ho Benátky na znamení své rostoucí nezávislosti na Byzantské říši z velké části nahradily svatým Markem. San Teodoro v Římě byl papežem Felixem III. prohlášen za kolegiátní kostel a v roce 2000 jej papež Jan Pavel II. zpřístupnil pravoslavným, kteří zde začali sloužit bohoslužby v roce 2004.

## Galerie

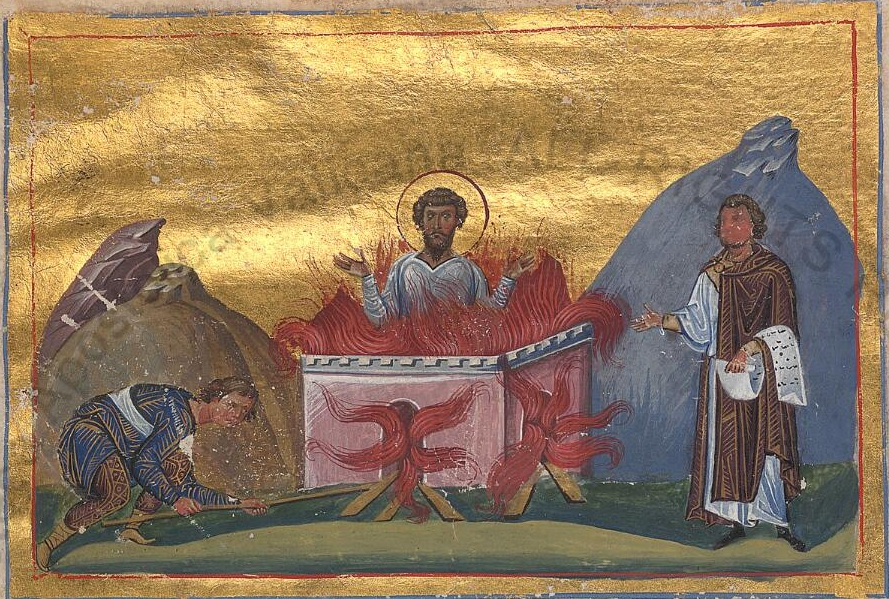
Theodor Tyron – umučení, Menologium císaře Basileia II.
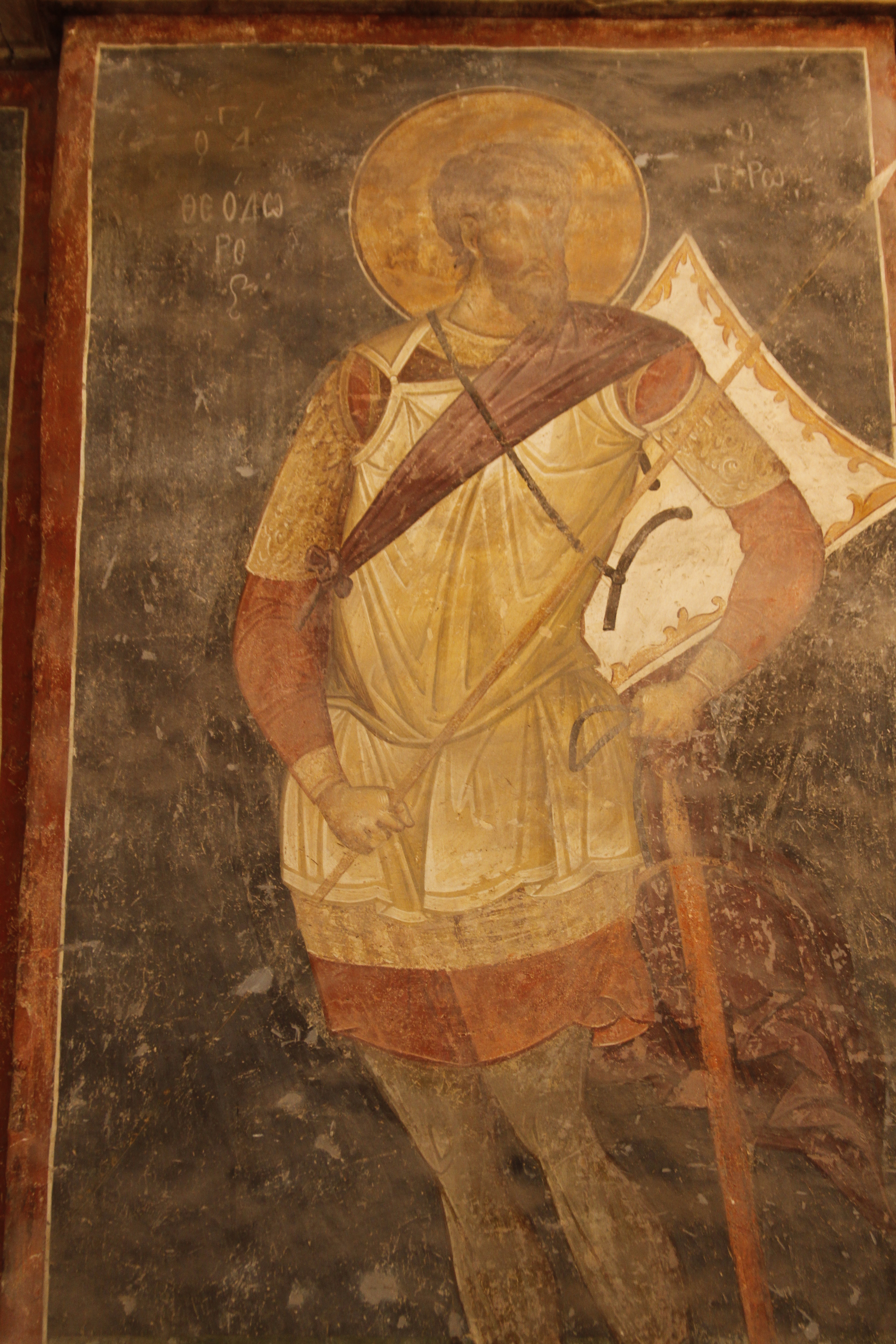
Svatý Theodor Tyron, chrám svatého Spasitele v Chóře, Istanbul, 12. století
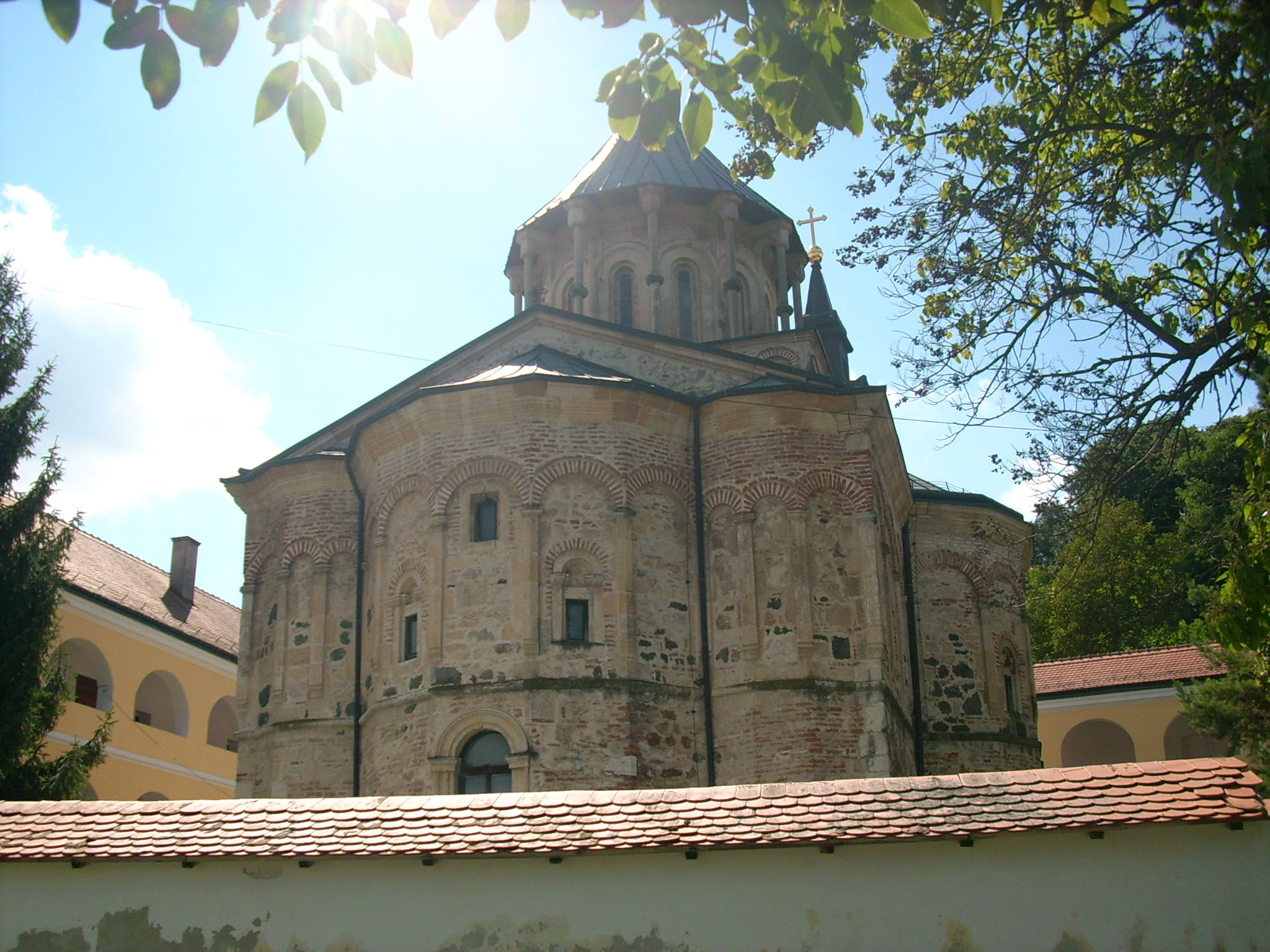
Novo Hopovo, monastýr, Srbsko
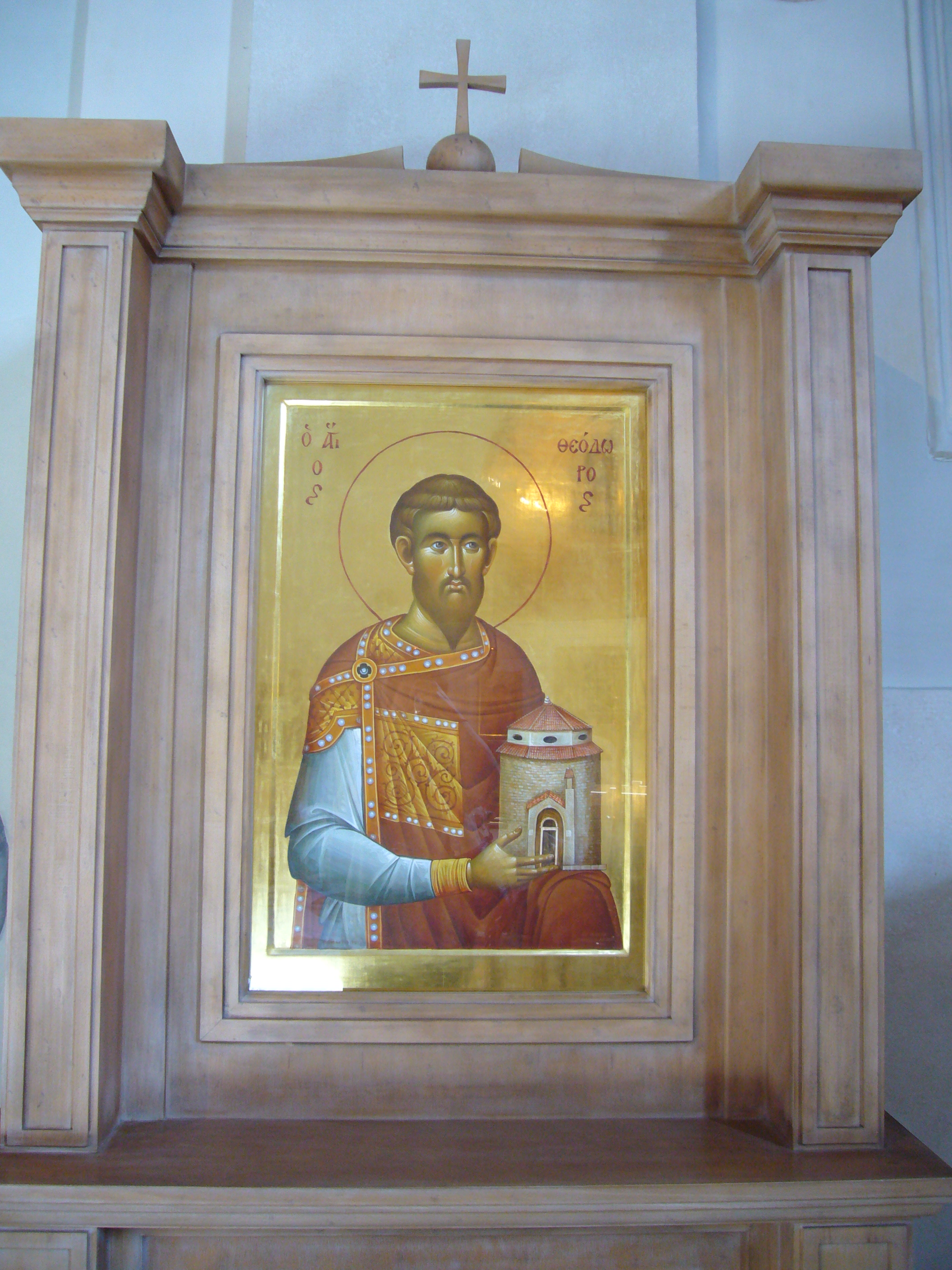
Ikona svatého Theodora v římském kostele San Teodoro
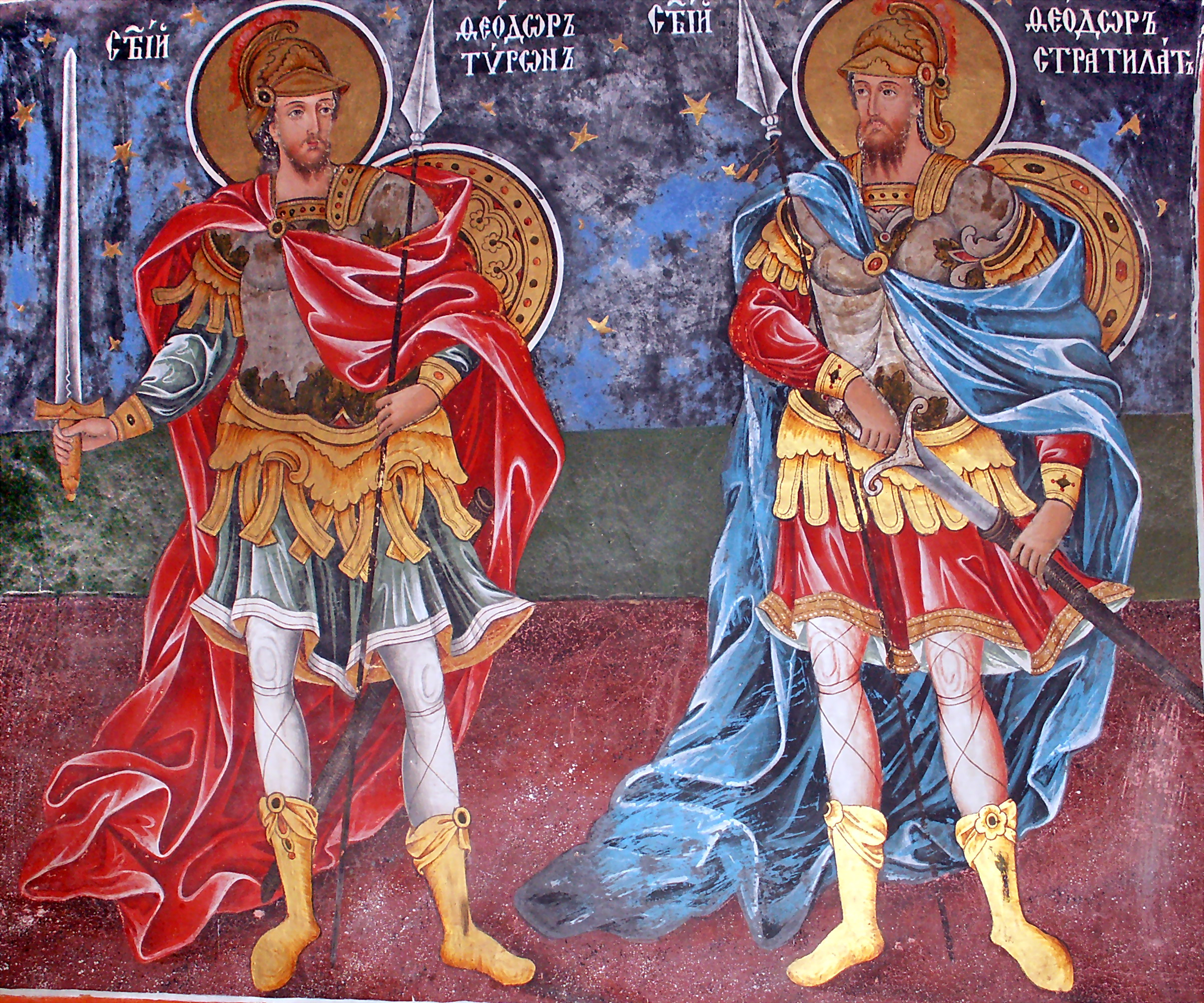
Svatí Theodor Stratelates a Theodor Tyron, monastýr Rila, Bulharsko